# Kulkukero
Kulkukero är en kulle i Finland.   Den ligger i den ekonomiska regionen  Fjäll-Lappland  och landskapet Lappland, i den norra delen av landet, 900 km norr om huvudstaden Helsingfors. Toppen på Kulkukero är 353 meter över havet.
Terrängen runt Kulkukero är huvudsakligen platt.  Trakten runt Kulkukero är nära nog obefolkad, med mindre än två invånare per kvadratkilometer.